# Battaglia di Santa Ana
La battaglia di Santa Ana fu uno scontro armato combattuto il 22 febbraio 1816 nell'ambito dell'invasione luso-brasiliana tra una divisione dell'esercito del Regno Unito di Portogallo, Brasile e Algarve, comandata dal capitano Alejandro Queiró e l'avanguardia delle truppe della Provincia Orientale che si riconoscevano nella politica di José Gervasio Artigas, guidata nell'occasione dal comandante Gatel.
La battaglia fu il primo scontro rimarchevole del conflitto; si svolse sulle rive del Río Cuareim, nei pressi delle alture di Santa Ana, nel Rio Grande do Sul. Il capitano Queiró, colto a sorpresa dalla presenza nemica, lasciò il campo con 60 morti.

## Antefatti
Al verificarsi dell'invasione, il 28 agosto, del territorio della Provincia Orientale, José Gervasio Artigas mise in atto il suo piano, che consisteva nel contrattaccare i luso-brasiliani a nord, dove sempbravano più deboli, per tagliare le vie di comunicazione e approvvigionamento al grosso dell'esercito invasore. Mentre Andrés Guazurary e, più a valle, l'alfiere Pantaleón Sotelo cercavano di attraversare il fiume Uruguay e invadere le Misiones Orientales, più a sud il tenente Berdún penetrò in territorio riograndense.
Sul fronte opposto, il generale Joaquim Xavier Curado, responsabile della difesa del confine, distaccò diverse divisioni per contrastare l'avanzata orientale; lungo il fiume Cuareim mandò il brigadiere Thomaz da Costa Revello, con il compito di affrontare Verdun, mentre un altro reparto di 330 soldati di cavalleria fu spedito a guardia delle alture di Santa Ana.

## La battaglia
Il 22 settembre 1816 la colonna luso-brasiliana, che aveva essenzialmente compiti di copertura e ricognizione, entrò in contatto con l'avanguardia dell'esercito di Artigas, affidata al comandante Gatel, che la attaccò e la mise in fuga. Il capitano portoghese Alejandro Queiró, comandante della pattuglia, lasciò sul terreno 60 morti.

## Conseguenze
La vittoria orientale non ebbe alcuna conseguenza pratica. Nei giorni successivi, i luso-brasiliani ottennero una serie di successi che frenarono l'avanzata nemica; a seguito della sconfitta nella battaglia di Carumbé del 27 ottobre, Artigas fu costretto a rivedere i suoi piani e a ritirarsi sul fiume Arapey per riorganizzare le sue truppe.